# Mixes (álbum de Kylie Minogue)
Mixes es un álbum de remixes de la cantante australiana Kylie Minogue. Fue lanzado por Deconstruction Records el 3 de agosto de 1998 en el Reino Unido. Primero lanzado como un álbum de vinilo de edición especial, que más tarde fue lanzado como un álbum doble CD debido a la alta demanda por parte de los fanes de Minogue. Mezclas debutó en el número sesenta y tres en el UK Albums Chart, permaneciendo en la tabla por una semana.

## Lista de canciones
Disco 1
| N.º | Título                             | Duración |  |
| 1.  | «Too Far» (Brothers in Rhythm Mix) | 10:21    |  |
| 2.  | «Too Far» (Junior Vasquez Mix)     | 11:44    |  |
| 3.  | «Some Kind of Bliss» (Quivver Mix) | 8:39     |  |
| 4.  | «Breathe» (Tee's Freeze Mix)       | 6:59     |  |
| 5.  | «Breathe» (Sash! Club Mix)         | 5:20     |  |

Disco 2
| N.º | Título                                                          | Duración |  |
| 1.  | «Breathe» (Nalin & Kane Remix)                                  | 10:11    |  |
| 2.  | «Did it Again» (Trouser Enthusiasts' Goddess of Contortion Mix) | 10:22    |  |
| 3.  | «Did It Again» (Razor'n Go Mix)                                 | 11:21    |  |
| 4.  | «Too Far» (Brothers in Rhythm Dub Mix)                          | 8:31     |  |

Nota : "Too Far" (Brothers in Rhythm Dub Mix) no se incluyó en la edición en vinilo.